# Phelotrupes formosanus
Phelotrupes formosanus is een keversoort uit de familie mesttorren (Geotrupidae). De wetenschappelijke naam van de soort werd in 1930 gepubliceerd door Miwa.